# Знак члена «Стального шлема, союза фронтовиков»
Знак за вступление в организацию «Стальной шлем, союз фронтовиков» (нем. Der Stahlhelm, Bund der Frontsoldaten) — памятная награда организации «Стальной шлем, союз фронтовиков»), учрежденная 13 ноября 1933 года Францем Зельдте. Знак вручался за службу в «Стальном шлеме» «в суровые годы борьбы» (1918–1933).

## История
На знаке был изображён немецкий шлем, внизу — год вступления награждённого в организацию. Самым ранним (и самым почётным) был 1918 — год основания «Стального шлема», а последним годом вступления в организацию, дававшим право на награждение — 1932. Членам организации, также вступившим в штурмовые отряды (СА) вручался и нарукавный шеврон. Боец мог быть награждён и носить на форме только один знак.